# Yuri Sushkin
 (janvier 2025).
Yuri Leonidovich Sushkin, né le 28 août 1952,  est un colonel à la retraite de l'armée de l'air biélorusse, participant aux guerres afghane et ivoirienne. Il est largement connu après l'assassinat de neuf soldats français en Côte d'Ivoire, pour lequel il a été condamné par contumace à la prison à perpétuité par le tribunal de Paris.

## Biographie
Yuri Sushkin a initialement servi à Kobryn (la Voblast de Brest, la RSS de Biélorussie) dans le 397-m régiment d'aviation d'assaut séparé au sein duquel il était pilote d'un Su-25. L'unité faisait partie de l'armée de l'air 1 (26) dans le District militaire biélorusse. 
De janvier 1988 à février 1989, il participe à la guerre d'Afghanistan avec le grade de lieutenant-colonel. Ici, il dirigeait l'escadron 3 du 378e régiment d'aviation d'assaut séparé. Après avoir quitté l'Afghanistan avec le régiment, il a servi dans les Pastavy (Voblast de Vitebsk, RSS de Biélorussie).
À l'été 1991, il est nommé commandant du 378e régiment. Le 6 mai 1992, Sushkin, avec l'unité, a quitté l'armée de l'air 26 pour rejoindre les forces armées biélorusses. Le 1er octobre 1993, le régiment de Sushkin est réorganisé en 378e base aérienne (aérodrome de Pastavy). Il a dirigé l'installation jusqu'à sa dissolution en décembre 1995. Il a rapidement pris sa retraite au grade de colonel.
En 2004, il rejoint le groupe de spécialistes militaires et de mercenaires biélorusses en Côte d'Ivoire. Il s'occupait de la formation des aviateurs ivoiriens. Le 6 novembre, un pilote africain a bombardé par erreur une base française à Bouaké. Le 15 avril 2021, le tribunal de Paris l'a condamné par contumace à la réclusion à perpétuité pour l'incident.
Aujourd'hui, il travaille comme maître de conférences au département de la formation en vol et de l'application au combat de la faculté de l'aviation de l'Académie Militaire de la République du Bélarus.

## Littérature
- Кожемякин А.Ю. Коротков А.Е. Штурмовик Су-25. 30 лет в строю. Часть 1. В вооруженных силах ВВС СССР 1981-1991. — Москва: Полигон, 2012. — С. 400.
- Кожемякин А.Ю. Штурмовик Су-25. 30 лет в строю. Часть 2. В вооруженных силах РФ и СНГ 1992-2011. — Москва, 2014. — С. 400.